# Apokalypsa (Albrecht Dürer)
Apokalypsa je soubor 15 dřevořezů Albrechta Dürera ke dvanácté knize Nového zákona - Zjevení sv. Jana. Celý cyklus byl vytvořen jako samostatné umělecké dílo. Apokalypsa ovlivnila řadu dalších umělců a patří k nejvýznamnějším grafickým dílům z období přelomu pozdní gotiky a renesance. První vydání vytiskl Dürer vlastním nákladem roku 1498.
Kompletní soubor dřevořezů k Apokalypse pochází ze sbírky grafiky a kresby Národní galerie v Praze.

## Historické souvislosti

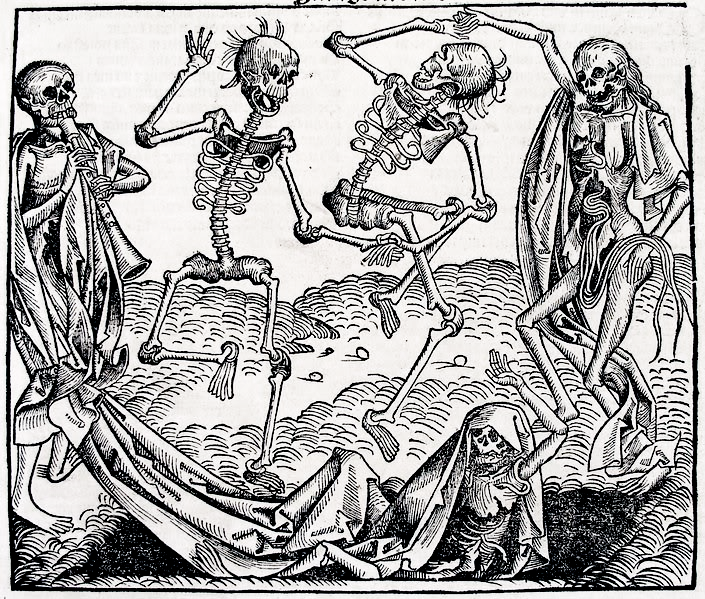
Tanec Smrti, Michael Wolgemut (1493)

Za Dürerova života panoval v Evropě značný neklid. Od roku 1347 se z Konstantinopole šířila na západ a na sever epidemie moru a o dva roky později už zasáhla polovinu Evropy a zahubila 1/3, podle některých až 60 % obyvatelstva. Další vlna moru vypukla v Hesensku roku 1356 a poté epidemie propukaly v různých intervalech a postihovaly zejména města, kde často vyvolaly pogromy proti Židům. Epidemie moru v Norimberku roku 1494 přiměla Dürera odcestovat do Itálie. Od roku 1494 se zároveň z Neapole na sever šířila epidemie syfilis (francouzská nemoc, "malum francorum") a již o tři roky později se v Norimberku konaly první kajícné mše za ochranu před touto nemocí. Dürer vytvořil roku 1496 ilustraci k Ulseniově pojednání o syfilis a u hlavy nemocného znázornil konjunkci Jupitera a Saturna v souhvězdí Škorpiona, kterou s nemocí spojovali astrologové. V dopisu Pirkheimerovi svěřil obavy z onemocnění.
Špatné úrody vedly k bídě na venkově a postihovaly hladem i městské obyvatelstvo. Období nejistoty probouzelo náboženskou horlivost a fanatismus, flagelantství, šíření bludů o čarodějnictví, masové poutě za svatými ostatky a oblibu lidových kazatelů, kteří hlásali chudobu a střídmost. Roku 1476 následovalo 40 000 poutníků z venkova venkovského negramotného bubeníka a laického kazatele Hanse Böheima, který hlásal sociální rovnost, do Niklashausenu. Böheim byl odsouzen jako kacíř a upálen, ale sociální napětí dál hrozilo vyvoláním sedláckých bouří. Katolická církev, kterou v Dürerových očích reprezentoval zejména würzburský arcibiskup Rudolf II. von Scherenberg, se stala nepopulární pro hamižnost a hromadění majetku. Roku 1484 vydal papež Inocenc VIII. bulu o čarodějnictví a roku 1494 vyšel v Kolíně a v Norimberku inkvizitorský spis Kladivo na čarodějnice (Malleus maleficarum de lamiis et strigibus et sagis).
Blížící se konec století část obyvatel vnímala jako možný konec světa - Poslední soud. Tyto obavy šířily náboženské sekty na území Čech a odtud se přenesly na jih Německa a nalezly ohlas také u církevních hodnostářů v Augsburgu a Chiemsee. Množily se pověsti o hostiích potících krev, stigmatizovaných jeptiškách a o zázračném zjevení křížů na oděvu panen.
Na jihu Německa rezonovaly husitské ideje a od 30. let zde byl šířen utopický spis Reformatio Sigismundi (Reformace císaře Zikmunda), založený na legendě, že císař Zikmund plánoval reformu státu a církve. Podle spisu reformě zabránila církevní hierarchie odsouzením a upálením mistra Jana Husa. Reformatio Sigismundi bylo také zčásti literárním pozadím k cyklu Apokalypsa. Dalším zdrojem byl soudobý text hornorýnského anonyma, který očekával, že císař Maxmilián se spolu s Bratrstvem svatého Michala postaví do čela tažení Němců na Řím.
Ve druhé polovině 15. století proběhla řada městských revolucí, v nichž se řemeslníci a obchodníci domáhali podílu na městské správě a potýkali se s patriciátem, církví i proletariátem. Prohluboval se rozdíl mezi chudinou a bohatými a panovala všeobecná vzbouřenecká psychóza. Měšťané i sedláci volali po obnově silného císařství a omezení feudální a církevní moci. Církev považovala Německo za ohnisko nepokojů a vnímala negativně také vynález knihtisku. Papež proto podmínil vydávání knih od roku 1496 souhlasem biskupů.
Dürer i ostatní humanisté spojovali své naděje na změnu poměrů s císařem Maxmiliánem I. Po sněmu ve Wormsu roku 1495, kde císař vnutil kurfiřtům reformu soudnictví, Dürer Maxmiliána vyobrazoval alegoricky jako prostředníka Boží spravedlnosti nebo Krále slunce - Apollóna. Očekávalo se od něj, že obnoví silné císařství, sjednotí východní a západní křesťany, zkrotí zpupné feudály i papeže a zřídí své sídlo v Římě. Bude tak „Posledním vládcem“, který podle proroctví zvítězí nad Antikristem, dobude Svatou zemi a zjedná pořádek. Pak odevzdá korunu a žezlo do rukou božích a vládu předá samosprávě městských obcí.

## Apokalypsa
Zjevení sv. Jana je připisováno židovsko-křesťanskému prorokovi Janu z Patmosu, který žil v době vlády císaře Domitiána (81-96) a nikoli Janu Evangelistovi. Domitianus pronásledoval křesťany a Jana údajně mučil v římském Colosseu ponořením do vroucího oleje. Podle legendy Jan vyvázl živ a svědci tohoto zázraku přijali křesťanství. Poté byl Jan vypovězen na ostrov Patmos, kde sepsal text označovaný jako Zjevení Janovo. Janovo „Skryté zjevení“ bylo populární v době očekávání zániku světa na přelomu prvního tisíciletí nebo v časech mystických sekt ve 12. a 13. století. Před koncem 15. století Albrecht Dürer chápal tento text jako dobovou alegorii a vytvořil pro své současníky názorně ilustrovanou Apokalypsu s obrazy na přední a textem na zadní straně listů.

### Historie ilustrací k Apokalypse

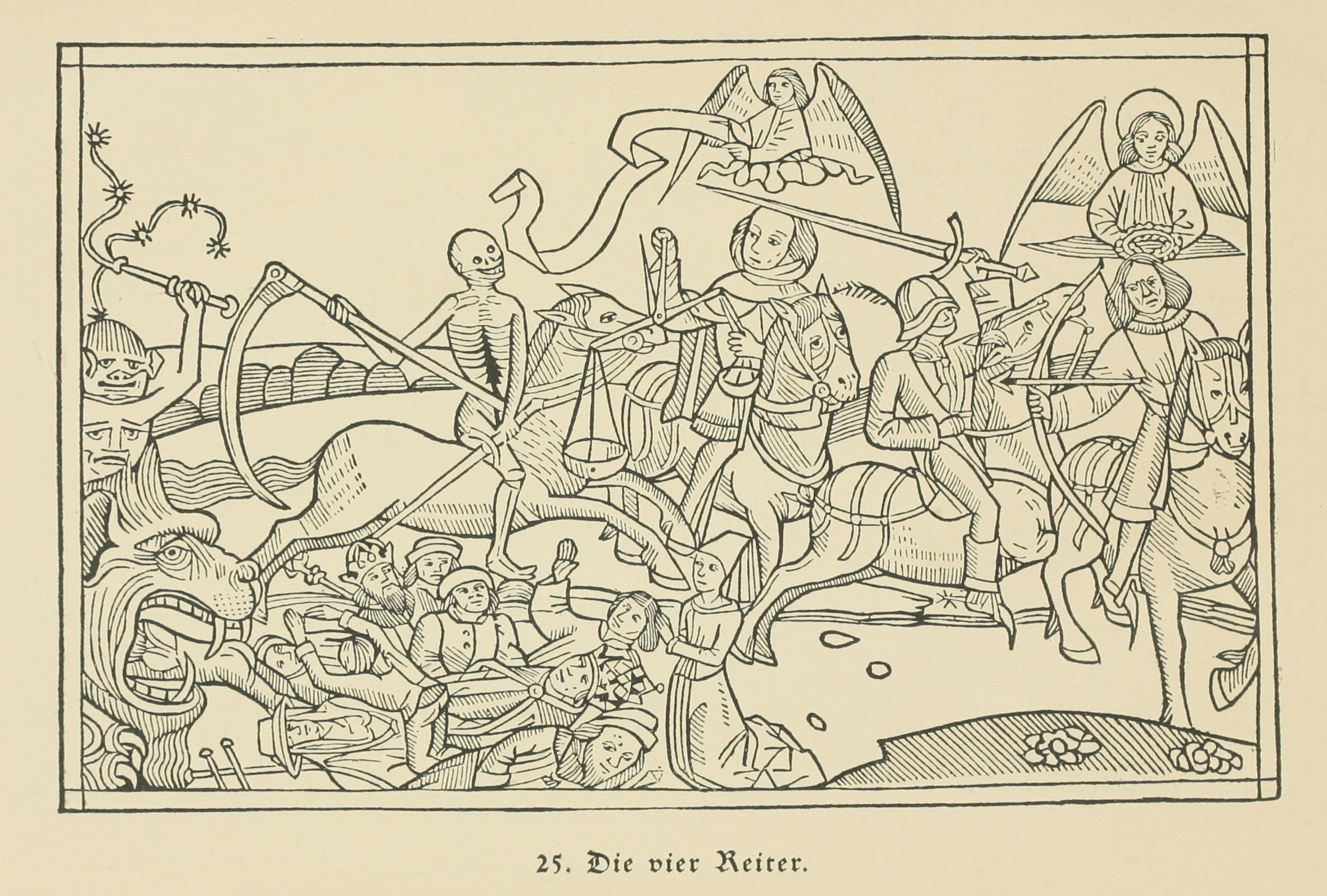
Čtyři apokalyptičtí jezdci, Kolínská bible (1479)

Nejstarší ilustrace Apokalypsy ve formě blokových knih pocházejí z Nizozemí a byly vydány ve druhé čtvrtině 15. století. Původní verze obsahují 80-100 ilustrací a byly šířeny reformními bratrstvy, jako např. Fratres Vitae Communis (Brethren of the Common Life). V biblích vydaných v poslední čtvrtině 15. století se počet ilustrací výrazně zredukoval (Kolínská bible, 1478–1479, Norimberská, 1483, Strassburská, 1485).
Albrecht Dürer převzal text z tzv. Deváté německé bible, kterou vydal v Norimberku roku 1489 Dürerův kmotr a tiskař Anton Koberger. Nezvykle velký formát listů (39,4 x 28,3 cm), označovaný jako "Superregal", byl shodný s Liber Chronicarum (Norimberskou kronikou, 1493), ke které vytvořil Dürer část ilustrací jako tovaryš a později společník Michaela Wolgemuta. Obrazová část se tematicky částečně odvolává ke staršímu vydání Zjevení sv. Jana, které vyšlo o 4 roky dříve v Grüningerově dílně ve Strassburgu,, ale je v něm řada aktuálních odkazů. Dürer využil poznatky ze své první italské cesty, během které zaznamenával krajiny v sérii akvarelů a studoval kánon lidských proporcí sestrojený Vitruviem. Ilustraci povýšil na svébytné a samostatné umělecké dílo a byl první, kdo Apokalypsu ztvárnil jako uzavřený soubor grafických listů. Dürer patrně nakreslil kompozici jednotlivých scén a vlastní dřevořez v hruškovém dřevě provedli řezači v jeho dílně. Podle Maxe Dvořáka Apokalypsa stojí mezi dvěma světy a spojuje to, co bylo před renesancí i to, co přišlo s ní.
První vydání Apokalypsy v německé a latinské verzi vytiskl Dürer vlastním nákladem roku 1498 a použil k tomu typy písma zhotovené předtím pro Liber Chronicarum. Toto vrcholné grafické dílo již využívá pokroky, které přinesla technika mědirytu, a přenáší jemné detaily také do dřevořezu.

### Popis a interpretace jednotlivých listů
Listy cyklu „Apocalypsis cum figuris“ jsou seřazeny a číslovány dle publikace Michaela Hájková, Albrecht Dürer: Apokalypsa, Volvox globator, Praha 1993. Názvy jsou přeloženy z angličtiny.

#### Titulní list - Panna Marie se zjevuje sv. Janovi
Janovi se zjevuje inspirátorka proroctví Panna Marie v paprscích světla (světlem oděná) jako Apokalyptická žena a královna nebes stojící na srpku Měsíce. Titulní list odráží intenzitu mariánského kultu, který vyznával Dürer i jeho přátelé, humanisté Pirkheimer a Celtis. Ti přisuzovali Panně Marii podobu, jakou se vyznačovaly řecké a římské bohyně symbolizující ženskou krásu.

#### Úvodní list – Martyrium sv. Jana Evangelisty
List zobrazující mučení sv. Jana v kotli s vroucím olejem byl do souboru zařazen dodatečně až ve vydání Apokalypsy z roku 1511. Sv. Jan je považován za patrona knihvazačů, tiskařů, knihkupců, malířů rytců a výrobců papíru. Obraz tvořil protějšek k textu předmluvy, převzatému od překladatele bible, církevního otce Jeronýma.
Panovník, který mučení přihlíží, sedí na trůnu před orientálním kobercem a má na sobě bohatý orientální oděv. V Dürerově podání nejde o císaře Domitiána, ale o rozmařilého würzburského arcibiskupa, který nechal upálit lidového kazatele Hanse Böheima. Mezi postavami za zdí, které straní mučedníkovi a spojuje je odpor k arcibiskupovi, jsou Dürerovi rodiče, farář a dva rytíři, představitel řemeslnického povstání „Kozí brady“ nebo figura v turbanu představující „obráceného pohana“ - zde konkrétně saského kurfiřta, který později ochraňoval Luthera. Celý děj se odehrává v autentických dobových kulisách na nádvoří gotického hradu.

#### I. (Ap. I, 2-20) - Vidění sedmi svícnů
Sv. Jan nesený na oblacích klečí se skloněnou hlavou před Pánem Apokalypsy, který trůní na duhovém trůnu světa jako Slunce spravedlnosti s hořícím obočím. Pravou rukou k sobě přitáhl sedm hvězd (planet) a je obklopen sedmi svícny, které symbolizují sedm darů ducha, sedm kurfiřtů a původně sedm maloasijských církví, kterým byla kniha Apokalypsy určena.
Reforma říše má být provedena ohněm a mečem, který směřuje z božích úst k zemi jako jakási „diagonála světonápravy“. Světlo a oheň mají v dalších listech cyklu symbolický význam věčného vesmírného koloběhu, při kterém světlo přicházející shora se vrací zpět prostřednictvím ohně. Obřadné ohně ve formě svícnů vyzdvihovaných na oltář, ke kterým se utíkají oběti nespravedlnosti, jsou ozvěnou mnohem staršího indo-íránského kultu, který kdysi ovlivnil Evropu. V přeneseném smyslu je světlo prostředkem vyšší spravedlnosti, která se jako zhmotněná síla mravní navrací zpět prostřednictvím síly přírodní. Klečet v kruhu hořících svícnů znamená být zasvěcen.
Z výtvarného hlediska je pozoruhodný protiklad mezi plošnou ornamentální stylizací oblohy a plně plastickou modelací figur.

#### II. (Ap. IV, 1-2, V) - Sv. Jan před Bohem a starci
List zobrazuje otevřenou a hořící Bránu nebeskou, ve které Bůh, sedící pod sedmi pochodněmi, drží v ruce knihu se sedmi pečetěmi. Dle Dürera jde o říšskou ústavu, která má být reformována. Sedmioký a sedmirohý beránek po boží pravici, symbol obětování Krista, je jediný, kdo je hoden knihu převzít a rozlomit její pečeti.
Mezi čtyřiadvaceti starci, kteří vyplňují nebeskou sféru, je vlevo dole císař Zikmund rozmlouvající s Janem – odkaz na spis Reformatio Sigismundi, který měl být Zikmundovým reformním návrhem v duchu husitství. Kromě božího posla nad Janovou hlavou jsou v mandorle tajemní tvorové s hlavami lva, telete, orla a člověka. V hloubce leží romantická německá krajina s vodní tvrzí na břehu jezera, jako připomínka pozemského světa, kterému se Jan vzdálil.

#### III. (Ap. VI, 1-8) - Čtyři apokalyptičtí jezdci
Pohromu, která postihla lidstvo po rozlomení pečetí, zosobňují čtyři apokalyptičtí jezdci – nemoc, válka, bída a smrt. První je lučištník s korunou na bílém koni, vyslán aby přemáhal vše na zemi. Jezdec na ryzákovi, který mává mečem, přináší válku a protivenství. Třetí jezdec na černém koni třímá váhy jako symbol drahoty a hladu. V Dürerově alegorii je tímto jezdcem císař Maxmilián a zastupuje spravedlnost, na kterou dopadají sluneční paprsky boží přízně. Vyzáblá smrt na plavém koni svírá vidle a představuje zároveň chudinu a selské spiklence. Nad hlavami jezdců se vznáší anděl boží uprostřed bouřných oblaků. Na zemi požírá tlama ďábla biskupa, kterému se nepodařilo uprchnout.

#### IV. (Ap. VI, 9-17) - Otevření páté a šesté pečeti
Po otevření páté pečetě se blíží zánik světa. Světlo slunce i měsíce potemnělo, na zem padá ohnivý déšť. Do horských skrýší utíkají bohatí i chudí, kteří jsou si před božím hněvem rovni. Nahoře stojí kolem oltáře andělé, vyzdvihují duše, které byly spaseny a oblékají jim roucha aby zakryli jejich nahotu.

#### V. (Ap. VII, 1-8) - Čtyři andělé vzdorující větrům
Po rozlomení šesté pečeti čtyři andělé s meči přerušují ničení na zemi, chrání strom života a rozkazují čtyřem větrům vát do všech stran. Vpravo klečí zástup 144 000 vyvolených, mezi kterými není žádná korunovaná hlava. Čela spravedlivých a bohabojných označuje anděl křížem. Dürer odkazuje k chiliastickým sektám, které v Německu šířily pověry o náhlém zjevování křížů na oděvech žen a dětí.

#### VI. (Ap. VIII, 1-13; IX, 1-12) - Sedm trub
Otevření sedmé pečeti znamená pro zemi další pohromy. Sedm andělů přijímá z rukou Božích sedm trub. Anděl za oltářem chrlí na zemi oheň ze zlaté kadidelnice. Čtyři andělské trouby vysílají na zem mračno kobylek, slunce a měsíc potemněly, velká sopka dští oheň a síru do jezera v němž troskotají lodě, hvězda zvaná Pelyněk padla do studny života a sladká voda zhořkla. Pták Běda jako sokol slétá na zemi aby se nasytil těly bohatých a mocných.

#### VII. (Ap. IX, 13-21) - Čtyři andělé spravedlnosti z Eufratu
Mocný hlas vycházející ze čtyř hlav nebeského oltáře rozkázal šestému andělu s troubou, aby rozvázal čtyři anděly vězněné při řece Eufrat. Andělé s meči, provázeni dvaceti tisíci nebeskými jezdci, pobijí poslední třetinu lidstva. Koně jezdců mají lví hlavy a z úst jim vychází oheň, dým a síra. Mezi pobitými je vidět královská koruna, biskupská mitra i papežská tiára.

#### VIII. (Ap. X, 1-11) - Sv. Jan hltající knihu
Zvláštní bytost v podobě slunce, zcela zahalená oblakem, je prostředníkem mezi božím zákonem – archou úmluvy a člověkem, kterému podává knihu aby se nasytil krásou a věděním. Člověk je kosmickým světlem vytahován ze země, do které je dolní částí těla vrostlý. Nohy slunečního anděla, rozkročené mezi mořem a zemí, jsou Šalamounovými sloupy Jachín a Boáz. Zastupují světové protiklady, které se hořením spojují v jednotu panující ve světě nahoře. Plující labutě a delfín jsou atributy odkazující k bohu slunce, krásy a rozumu Apollónovi.

#### IX. (Ap. XII, 1-6; 13-18) - Apokalyptická žena
Ústřední postavou je okřídlená těhotná žena, stojící na srpku měsíce, korunovaná dvanácti hvězdami a obklopená sluneční září, která v textu není přímo označena jako Marie. Ohrožuje ji Satan v podobě sedmihlavého draka se sedmi korunkami a devíti rohy, který chvostem strhává hvězdy z oblohy a vyvrhuje proud vody, v níž má žena, která dala život Mesiáši, utonout. Země ale vodu pohltí a žena i dítě vyváznou. Dvojice andělů vynáší dítě nahoru a to vztahuje ruce k žehnající boží pravici.

#### X. (Ap. XII, 7-12) - Sv. Michael bojující s drakem
Nad klidnou přímořskou krajinou na tmavém nebi čtyři andělští bojovníci v čele s Archandělem Michaelem podstupují zápas se silami temnoty. Anděl vpravo má ve štítu slunečnici (Helianthos), symbol Apollóna. V dramatické kompozici oblaků, křídel, vlajících vlasů a zřasených drapérií dva andělé mávají mečem, jeden napíná tětivu luku a Michael vráží své kopí do krku okřídleného ďábla.,

#### XI. (Ap. XIII; XIV, 14-18) - Nebeská sklizeň
Drak temnoty nebyl poražen a znovu vystupuje na zem jako sedmihlavá nestvůra mnoha podob. Je mocnější a na každém z deseti rohů má korunku. Z druhé strany mezi provazy deště vstupuje šelma svůdnosti podobná lvu s beránčími rohy, která přikazuje modloslužebníkům zhotovit obraz sedmihlavé stvůry, aby se mu klaněli. Před oběma klečí lidé nejrůznějších stavů – biskup, král, kupec, pohan i měšťané. Anděl s křížem a mečem zasahuje jednu hlavu draka, ta se však vzápětí uzdravuje.
Nebeský vládce v drahocenném ornátu a jeden z andělů drží v pravici srp, protože nadchází čas, kdy bude sklizena úroda hroznů z „vinice zemské“. Sklizeň znamená, že v lisu božího hněvu skončí lidstvo, které podlehlo svodům a vyvolení budou shromážděni v nebeské sféře.

#### XII. (Ap. XIV, 1-5) - Adorace Beránka
Dvanáctý list je přímým odkazem na eucharistii. Sedmirohý beránek na duze je obklopen čtyřiadvaceti starci a čtyřmi podivnými sedmiokými okřídlenými tvory jako na druhém listu Apokalypsy. Drží Kristovu korouhev s křížem a krev z jeho hrudi prýští do kalicha v rukou biskupa. Uvnitř kruhu stojí 144 000 vyvolených a drží palmové ratolesti jako odznaky svého mučednictví, zpívají a svůj zrak obrací k Beránkovi. Jan se objevuje jako aktér dvou dějů. Nejprve klečící na vrcholu hory rozmlouvá s jedním ze starců, který se k němu naklání z oblaků. Poté překračuje oblačný práh a sám stojí před zástupem vyvolených.

#### XIII. (Ap. XVII-XIX) - Nevěstka babylónská
Obraz shrnuje dvě kapitoly o vítězství a vládě Antikrista, zkáze Babylonu a počátku tisícileté říše. Na pozadí hořícího města vystupuje z hlubin pekla sedmihlavé monstrum vezoucí na zádech nevěstku babylónskou. Ta je oděna v drahém šatu, ozdobena šperky a v ruce drží kalich plný nečistoty. Před ní stojí zástup kupců a dalších lidí, ke kterým promlouvá muž v turbanu – falešný prorok. Pitvorný mnich s vyžilou tváří před ní padá na kolena. Kalich, účes nevěstky a turban jejího falešného proroka zdobí obruče z papežské tiáry.
Na nebi jeden z andělů ukazuje na hořící Babylón, kde se mohutné plameny ohně vrací vzhůru k nebi, když vykonaly spravedlivé poslání. Druhý z andělů se chystá svrhnout do moře obrovský kámen. Nebe se otevřelo aby z něj vyjelo nebeské vojsko. V čele jede „Král králů“ (podle Chadraby legendární císař Barbarossa, který čekal v nitru hory až bude lidu nejhůř, následovaný „Kozí bradou“ s husitským palcátem, řemeslníky a sedláky).

#### XIV. (Ap. XX, 1-3; XXI, 10-27) - Anděl ukazující sv. Janovi Nový Jeruzalém
Ďábel byl přemožen a Archanděl Michael se chystá ho spoutat a uvěznit v pekelné propasti, aby byl umlčen navěky. Anděl na skalnaté vyvýšenině ukazuje Janovi město Nový Jeruzalém, jehož brány střeží andělé. Anděl je vytesán i ve štítu střední brány. Město samo svými budovami s hrázděným zdivem, realistickými detaily jako jsou používané prevéty, pobořená věž a gotická věžička zdobená kraby, odpovídá skutečnému německému městu v době Dürerově.